# 萨尔特 (孚日省)
萨尔特（法語：Sartes，法語發音：[saʁt] ⓘ）是法国大東部大區孚日省的一个市镇，属于讷沙托区。

## 地理
萨尔特（48°14'43"N, 5°40'35"E）面积6.86 平方千米，位于法国大東部大區孚日省，该省份为法国东北部内陆省份，北起默兹省和默尔特-摩泽尔省，西接上马恩省，南至上索恩省和贝尔福地区省，东临上莱茵省和下莱茵省。
与萨尔特接壤的市镇（或旧市镇、城区）包括：阿雷维尔莱尚特尔、乌特勒梅库尔、索姆雷库尔、让德勒维尔、然维洛特、蓬皮埃尔、默兹河和穆宗河间布尔蒙。

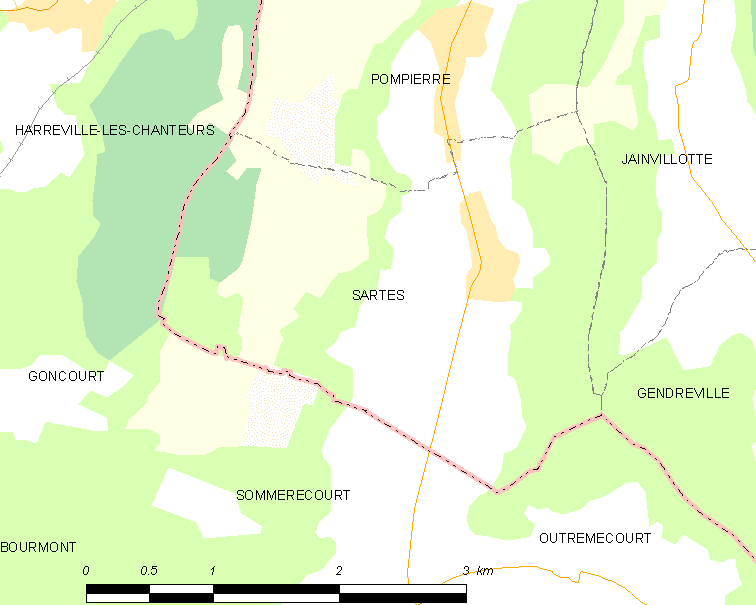
的OSM定位图

萨尔特的时区为UTC+01:00、UTC+02:00（夏令时）。

## 行政
萨尔特的邮政编码为88300，INSEE市镇编码为88443。

## 政治
萨尔特所属的省级选区为讷沙托县。

## 人口

1962-2008年间人口变化图示

萨尔特于2022年1月1日时的人口数量为90人。